# Blocul capitalist

Blocul capitalist şi Ţările europene aflate în spatele Cortinei de fier.

Blocul apusean numit și Blocul occidental sau Blocul capitalist este un termen folosit în Războiul Rece referitor la țările aliate cu SUA și NATO aflați în opoziție cu URSS și forțele Pactului de la Varșovia
La sfârșitul celui de-al Doilea Război Mondial, Statele Unite și Uniunea Sovietică au devenit cele două superputeri ale lumii. În țările din Europa recent eliberată de sub ocupația nazistă s-a convenit să se organizeze alegeri libere, însă Uniunea Sovietică nu a respectat această înțelegere, ceea ce a condus la o relație tensionată cu Statele Unite și aliații săi. 
Potrivit lui Henry Kissinger, "Tensiunea cu lumea exterioară conform filozofiei comuniste era inerentă prin însăși natura ei, și mai presus de toate, în modul în care țările din sistemul sovietic erau conduse pe plan intern. Astfel că ostilitate implacabilă a Uniunii Sovietice față de lumea din afara țărilor din blocul sovietic a fost o încercare de a rezolva problemele externe în modul intern."(Kissinger 454).
Relațiile dintre Uniunea Sovietică și Statele Unite au continuat să fie încordate și „Truman percepea ca o luptă care începea să se contureze între bun și rău, nu ca ceva legat de sferele influenței politice”.  (Kissinger 447).